# 하진 (후한)
하진(何進, ? ~ 189년 9월 22일(음력 8월 25일))은 중국 후한 말기의 관료로, 자는 수고(遂高)이며 남양군 완현(宛縣) 사람이다. 후한 영제의 황후인 영사황후 하씨의 오빠이다.

## 생애

### 배경
하진은 원래 백정이었으나 여동생이 영제의 후궁으로 들어가 총애를 받자 낭중(郞中)에 임명되었다. 이후 점차 승진하여 영천태수까지 이르렀는데, 180년에 누이동생이 마침내 황후에 임명되자 중앙으로 불려와 시중(侍中)이 되었다가 다시 승진해 하남윤에 임명되었다.
광화 7년(184년), 거록의 장각이 황건적의 난을 일으키자 대장군에 임명되어 반란 진압의 총지휘를 일임받았다. 이때 하진은 장각의 제자 마원의(馬元義)가 낙양에서 봉기하려는 계획을 간파하였으므로 열후에 봉해졌다.
그 해 12월, 왕윤이 십상시 중 하나인 장양이 황건적과 밀통한 것을 알아차렸다. 장양은 도리어 왕윤을 모함하여 처형당하게 하려했으나 하진이 상소를 올려 왕윤이 죽음을 면하게 하였다.
황건적의 난이 진압된 뒤, 중평 5년(188년) 하진은 영제에게 진언하여 서원삼군(西園三軍)을 만들고 영제에게 대장군의 상급 작위로 군의 최고 작위인 무상장군(無上將軍)을 제수받았다.

### 황위 계승 문제
영제의 계승 문제로, 아들 유변을 지지하는 하황후와 유협을 지지하는 영제의 어머니 동태후 사이에 갈등이 생겼다. 상군교위(上軍校尉)이며 십상시 중 하나인 건석은 동태후와 함께 유협을 지지하고 있었고, 중군교위(中軍校尉)인 원소는 하진의 적극적인 지지자였기 때문에 건석과 크게 대립하고 있었다.
중평 6년(189년) 4월 영제의 죽음이 가까이 오자, 건석은 후계자로 유협을 지목했다는 영제의 유조(遺詔)를 갖고 있다고 하였다. 그 후 하진을 죽이려는 음모를 꾸미고 하진을 궁안으로 불러 들였다.
사마(司馬) 반은(潘隱)이 하진과 친했기 때문에 건석의 음모를 하진에게 고해 하진은 자기 진영으로 돌아가고 병이 났다는 핑계로 입궁하지 않아 건석의 음모는 실패로 돌아갔다.
189년 5월 유변이 황제로 즉위했고, 유변의 외삼촌인 하진과 그 하진의 열렬한 부하인 원소는 곧 황제를 보위하게 되었다. 이에 불안해진 건석은 십상시인 조충 등에게 편지를 보내 다시 한번 하진을 죽일 계획을 꾸몄다.
환관 곽승은 원래 하진과 같은 고향 사람으로 하황후가 황후가 되고, 하진이 대장군이 된 것은 곽승이 크게 힘썼기 때문이었으므로 하진 세력과 친밀하였다. 그러므로 곽승은 조충과 의논하여 건석의 계획을 따르지 않기로 하고, 건석의 편지를 하진에게 보여주었다. 이에 따라 하진은 건석을 잡아 들여 죽이고 그의 병사들을 차지하였다.
또한 궁중에서는 동태후와 태후가 된 하진의 누이동생이 충돌하게 되었다. 동태후가 하태후에게 자신의 조카인 표기장군 동중(董重)으로 하여금 하진의 목을 베게 할 수 있다고 하자, 하태후는 이를 하진에게 알렸다. 하진은 그 해 5월에 동태후와 동중을 내쫓았고, 두려움과 근심에 휩싸인 두 사람은 얼마 가지 못하고 죽었다. 이 일로 인해 하진 일가는 민심을 잃었다.

### 십상시와의 대립
원소는 평소 십상시를 주살할 계획을 꾸미고 있었는데, 하진이 정권을 잡자 그에게 접근해 십상시를 죽일 계책을 바쳤다.
하진은 원소의 계획을 따라 십상시들을 모두 제거하고자 했으나 하진과 하태후의 남동생으로 하진과 사이가 나쁜 하묘는 하태후에게 십상시를 죽이지 못하도록 말해 두었기 때문에 하태후의 허락을 얻지 못하였다.
이에 원소가 외부의 군사를 불러들여 그들로 하여금 십상시를 처단할 것을 제안하였다. 주부 진림이 외분병력을 끌어들이는 원소의 계획을 강력히 반대하였으나 하진은 원소의 계획을 따르기고 하였다.
원소는 이 계획의 지휘를 맡아, 동탁, 왕광과 교모, 정원 등 몇몇 장군들을 낙양 근처로 불러들여 태후와 환관과 탁류 관료들을 압박하는 형세를 취했다. 이에 모두 겁에 질려 환관들을 주살하자고 말하였으나 유독 하태후만이 듣지 않았다.
본래 원소는 십상시를 모조리 주살하고 궁정에 환관을 두는 제도를 완전히 폐지해 국정을 개혁해야 한다는 급진적인 주장을 내세웠던 반면, 하진은 정권의 안정적인 유지에 관심이 있었고 환관들과 결탁하여 정권을 잡았기 때문에 환관들을 은근히 경외시하는 마음이 있었다. 그렇기 때문에 하진은 원소가 계책을 내놓았을 때마다 항상 우유부단하게 대처해 오랫동안 결정을 내리지 못했으며 이 무렵에도 역시 주저하기를 거듭하는 등 기민한 결단을 내리지 못했다.
원소는 하진이 또다시 계획을 바꿀 것이 두려웠으므로 "계획은 이미 완성되었고, 형세는 모두 드러났는데 더 이상 지체한다면 반드시 변고가 생길 것" 이라며 하진을 위협했다. 이에 하진은 왕윤을 하남윤으로, 원소를 사례교위로 삼고 가절을 내리는 등 원소를 필두로 한 청류 사대부에게 강력한 권한을 내렸다.
원소는 이에 더욱 강수를 두어 외부의 장군들을 도성 근처로 더욱 가까이 주둔하게 했고, 자파의 무인들을 금군으로 배치해 환관들을 철저히 감시하게 했다. 공포에 질린 태후는 마침내 굴복하여 십상시 이하를 모두 파면시키고 낙향하게 했는데, 원소는 이 틈에 이들을 모두 처단할 것을 하진에게 세 번이나 거듭하여 권했으나 또 다시 결단을 주저한 하진은 끝끝내 원소의 말을 듣지 않았다.

### 죽음
이에 원소는 하진의 명령을 위조하여 모든 주군에 중관의 친속들을 잡아들여 심문하도록 하는 등 하진의 결단을 몰아세웠으나, 하진이 머뭇거리는 사이에 십상시의 수장 장양은 선수를 쳐 다시 하태후의 환심을 샀고 그 결과 십상시들은 모두 복직되었다.
이를 본 하진은 마침내 하태후를 찾아가서 십상시를 죽일 것을 청했으나 오히려 십상시들은 그들의 수하 수십 명을 숨겨 두었다가 하진이 궁궐을 나오자 하태후의 명령을 사칭하며 부하들이 매복한 장소로 불러들였고, 여기에 이끌린 하진을 상방감(尙方監) 거목(渠穆)이 죽였다.

## 사후
하진이 사망한 후, 며칠 간 계속된 혼란의 과정에서 원소는 장양이 구성한 내각의 관료들을 살해한 뒤, 협박과 질책을 통해 수습시킨 군사들을 데리고 궁궐에 난입하여 2,000여명을 죽여 내시와 탁류 관료로 간주되는 모든 사람들을 절멸시키는 데 성공하였다. 이때 하진의 피다른 동생 하묘는 하진을 죽인 것으로 오해를 받아 오광과 동탁의 동생 동민에 의해 죽임을 당했다.
한편 원소는 자기 자신이 불러왔던 동탁에게 밀려나 정권을 잡지 못하고 중앙권력에서 실각했다.
정권을 잡은 동탁은 황제 유변을 폐위시키고 유협을 황제로 만들고, 하태후와 폐위된 유변을 감금하였다. 동탁은 하태후를 감금 후 이틀후에 독살시켜 죽이고 유변은 수개월후에 죽였다. 몇개월후 동탁은 하묘의 무덤을 파헤쳐 시체를 꺼내 마디마디 찢어 길에다 버렸으며 하태후의 어머니이고 하묘의 어머니인 무양군(舞陽君)을 죽여 시체를 내버렸다. 한편 며느리 윤씨(尹氏)는 이후 조조에게 재가하였고 손자 하안도 어머니가 조조에게 재가함에 따라 자연스럽게 조조의 양자가 되었다. (그는 249년에 고평릉의 변을 일으킨 사마의에게 처형당한다.)
한편 원소는 동탁의 포학한 통치에 반발한 여론을 결집해 반동탁 연합군을 창설하여 동탁과 헌제를 괴뢰 정권으로 규정했는데 이로써 군웅할거의 시대가 시작된다.

## 하진 암살에 대한 묘사
후한서 하진전에 따르면 189년 8월 하진이 장락궁에 들어가 하태후를 만나 모든 상시(常侍) 이하를 모조리 죽이고 삼서(三署)의 랑(郎)들을 뽑아 이들로 하여금 환관들의 거처를 포위하게 끔 해달라고 하였다. 이에 여러 환관들이 모여 의논했다.
"대장군 하진이 병이 났다면서 상(喪)에도 나오지 않고, 장례에도 나오지 않았는데 왜 느닷없이 입궁한답니까? 무슨 뜻이 있는거 아닙니까?"
"예전에 두무(竇武)가 환관들을 죽일때처럼 또다시 그렬려고 그러는 거 아닐까요?" 곧 장양(張讓)등은 사람을 시켜서 엿듣게 하여 그 엿듣는 말을 전해듣고 상시(常侍)인 단규(段圭)와 필람(畢嵐)등 수십명을 이끌고 무기를 들고 궁궐 측면의 작은 문 주위에 매복하게 하였다. 하진이 나오자 하태후의 조서(詔書)라고 속이고 하진을 불렀다. 하진이 작은문 안으로 들어오자 장양은 하진을 꾸짖었다.
"천하가 어지러운 것은 우리들 잘못 때문 만은 아니오! 예전에 영제(靈帝)가 하태후랑 사이가 안 좋아 거의 하태후를 황후에서 폐립하려고 했을 때 우리들이 울면서 간신히 구해 주기도 했고 각각의 집안에서 천만금을 각출하여 예물을 들여 공을 기쁘게 해드렸던 것은 모두 공의 집안에 의탁하려고 그랬던 것이오! 그런데도 이제 공이 우리들을 모조리 죽이려 드니 이것은 너무 심한 것 아니오? 공은 우리들이 더러운 놈이라는데 그렇다면 공의 사람들 중에 그렇게 충성스럽고 깨끗한 사람이 있다면 그게 누구요?" 하진이 어찌하지 못하자 상방감(尚方監) 거목(渠穆)이 가덕전(嘉德殿) 앞에서 하진을 칼로 베었다.
삼국지연의에서의 하진 암살에 대한 묘사 (제 3회)
원소와 조조가 칼을 차고 하진을 호위해 장락궁(長樂宮) 앞 당도하자 문지기가 의지(懿旨:황태후의 뜻)를 알렸다. "태후께서 대장군만 들라시니 다른 사람들은 들어올 수 없소." 원소, 조조 모두 궁문 밖에 멈추고 하진이 들어가 가덕전((嘉德殿)) 밖 당도하자 장양(張讓), 단규(段珪) 등이 나와서 하진의 좌우를 둘러쌌다. 하진이 크게 놀라는데 장양이 성난 목소리로 하진을 꾸짖었다. "동태후께 무슨 죄가 있어 함부로 독살하였느냐! 국모의 장례에도 병을 핑계로 나오지 않다니! 네 본래 돼지 잡던 천한 놈인데 우리들이 천자께 천거하여 부귀를 누렸다. 그런데 은혜를 갚을 생각 않고 해칠 궁리만 하다니! 당신은 우리들이 그렇게 더럽다고 지껄이는데, 그렇다면 깨끗한 놈이 도대체 누구더냐?" 하진이 허겁지겁 달아날 길 찾았으나 궁문들은 모두 닫혔고 매복한 병사가 일제히 뛰쳐나와 순식간에 하진을 베어 두 동강냈다.

## 기타
- 하진은 유비에게는 생명의 은인이다. 유비는 현위 관직에 있으면서 독우가 유비에게 무리한 금액의 관직값을 요구했으나 백성들에게 세금을 갈취할 수 없는 유비의 성격상 유비는 관직값을 지불하지 못하면 해임된다는 것을 알고 기왕 해임될 거 독우에게 곤장을 때린 뒤 현위의 인수를 독우의 목에 걸어놓고 도망친, 공무 집행 방해죄와 폭행죄가 있었으며 이 죄로 인해 계속 도망다녔다. 하지만 하진은 황건적 토벌 용도의 병력을 모병하면서 "내 모병에 응해서 입대만 하면 무슨 죄든 전부 용서해 준다."고 선언했다. 이에 유비는 하진의 이 모병에 응해서 하진의 군대에 입대한 사유로 독우를 구타한 죄를 완전히 용서받았다. 이 죄는 천자가 파견한 관리를 폭행한 것이므로 참수형에 해당되는 중죄인데 하진이 유비의 목숨을 구한 것이다.

| 전임 황창 | 후한의 장작대장 176년 ~ ? | 후임 오수 |

| 전임 번릉 | 후한의 하남윤 ? ~ 184년 | 후임 서관 |

## 하진의 친족관계
- 하태후와 하진은 어머니가 다르다.
- 하태후와 하묘는 아버지가 다르다. (하묘는 하태후의 어머니가 주씨에게 재가하여 얻은 아들이다.)
- 하진과 하묘는 혈연적으로는 아무런 관련이 없다.

- 장양의 며느리는 하태후의 여동생이었다.

## 같이 보기
- 삼국지 인물 목록